# SWAT 4
SWAT 4 — відеогра жанру тактичного шутера, розроблена Irrational Games та випущена Vivendi Universal Games. Реліз відбувся 4 квітня 2005. Українською мовою локалізовано проектом Hurtom.com.
Гравець грає роль командира загону SWAT поліції Лос-Анджелеса та керує чотирма бійцями спецпідрозділу.